# Odo lenis
Espèce
Odo lenis est une espèce d'araignées aranéomorphes de la famille des Xenoctenidae.

## Distribution
Cette espèce est endémique du Nicaragua.

## Description
La femelle holotype mesure 8,0 mm.

## Publication originale
- Keyserling, 1887 : Neue Spinnen aus America. VII. Verhandlungen der kaiserlich-königlichen zoologisch-botanischen Gesellschaft in Wien, vol. 37, p. 421-490 (texte intégral).